# 1788
1788. је била проста година.

## Догађаји

### Јануар
- 1. јануар — Објављено је прво издање новина Тајмс из Лондона, претходно The Daily Universal Register.
- 2. јануар — Џорџија је постала четврта држава која је ратификовала Устав Сједињених Америчких Држава.
- 9. јануар — Конектикат ратификовао Устав Сједињених Држава и постао 5. америчка савезна држава
- 18. јануар — 736 кажњеника прогнаних из Енглеске искрцало се у Ботани Беј, чиме је формирана прва кажњеничка колонија у Аустралији.

### Март
- Кочина крајина — Коча Анђелковић се враћа у Србију са 1.500 људи. Разбија три турске војске које покушавају да учине пут проходним. Овај пробој се сматра почетком Кочине буне и формирања Кочине крајне.

### Април
- 7. април — Амерички пионири су основали град Маријету (у данашњем Охају), прво стално америчко насеље изван Тринаест колонија.

### Мај
- 9. мај — Парламент Велике Британије је укинуо трговину робљем.

### Јун
- 1. јун — Побуна Дан црепова.

### Јул
- 21. јул — Скупштина у Визилу

## Рођења

### Фебруар
- 22. фебруар — Артур Шопенхауер, немачки филозоф

### Јул
- 10. јул — Платон Атанацковић, српски епископ и писац († 1867)

### Децембар
- Википедија:Непознат датум — око 9. октобра - Јожеф Кошич словенски писац, песник, етнолог, римокатолички свештеник на Мађарском († 1867).

## Смрти

### Фебруар
- 17. фебруар — Морис Кентен де ла Тур, француски сликар (* 1704)